# Paul Medinger
Paul Medinger (Parijs, 15 juni 1859 – aldaar, 27 april 1895) was een Frans baanwielrenner. 

## Belangrijkste overwinningen
1883
- Frans kampioen sprint, Elite

1884
- Frans kampioen sprint, Elite

1885
- Frans kampioen sprint, Elite

1887
- Frans kampioen sprint, Elite

1891
- Frans kampioen sprint, Elite

1893
- Frans kampioen sprint, Elite